# Cartoon Network
Cartoon Network (a menudo abreviado como CN) es un canal infantil de televisión por suscripción estadounidense, propiedad de The Cartoon Network, Inc., subsidiaria de Warner Bros. Discovery Networks, una división de Warner Bros. Discovery. 
Fue lanzado el 1 de octubre de 1992 en Estados Unidos, siendo su primera directora presidenta la ejecutiva de medios Betty Cohen  designada por Ted Turner el entonces presidente de Turner Broadcasting System tras combinar los catálogos de animación de Hannah-Barbera y la Metro-Goldwyn-Mayer.  
Cartoon Network se dirige principalmente a niños de 6 a 12 años. Basa su programación en series de televisión animadas, principalmente programación infantil, que abarca desde acción hasta comedia, pasando por dramas y terror. Su bloque matutino Cartoonito está dirigido a un público preescolar de entre 2 y 6 años, mientras que su bloque vespertino Adult Swim desde las 5:00 p.m. hasta las 6:00 a. m. (horario de la costa este de los Estados Unidos) está dirigido a adolescentes y jóvenes adultos de entre 13 a 34 años. 
Todos sus bloques son diferenciados como canales independientes en las estadísticas de audiencia de la empresa Nielsen Holdings para su posterior estudio y análisis.
El canal posee una segunda pista de audio en español para algunas series, la cual puede ser accesible dentro de la misma señal; sin embargo, algunos proveedores de televisión lo ofrecen como un canal diferente al retirar la pista predeterminada de audio en inglés.
Para septiembre de 2018, Cartoon Network se encontraba disponible en aproximadamente 80,2 millones de hogares en los Estados Unidos.  A partir de noviembre de 2023 , Cartoon Network está disponible para aproximadamente 66 millones de hogares con televisión de pago en los Estados Unidos, una cifra menor a la de su pico de 100 millones de hogares en 2011. 

## Historia

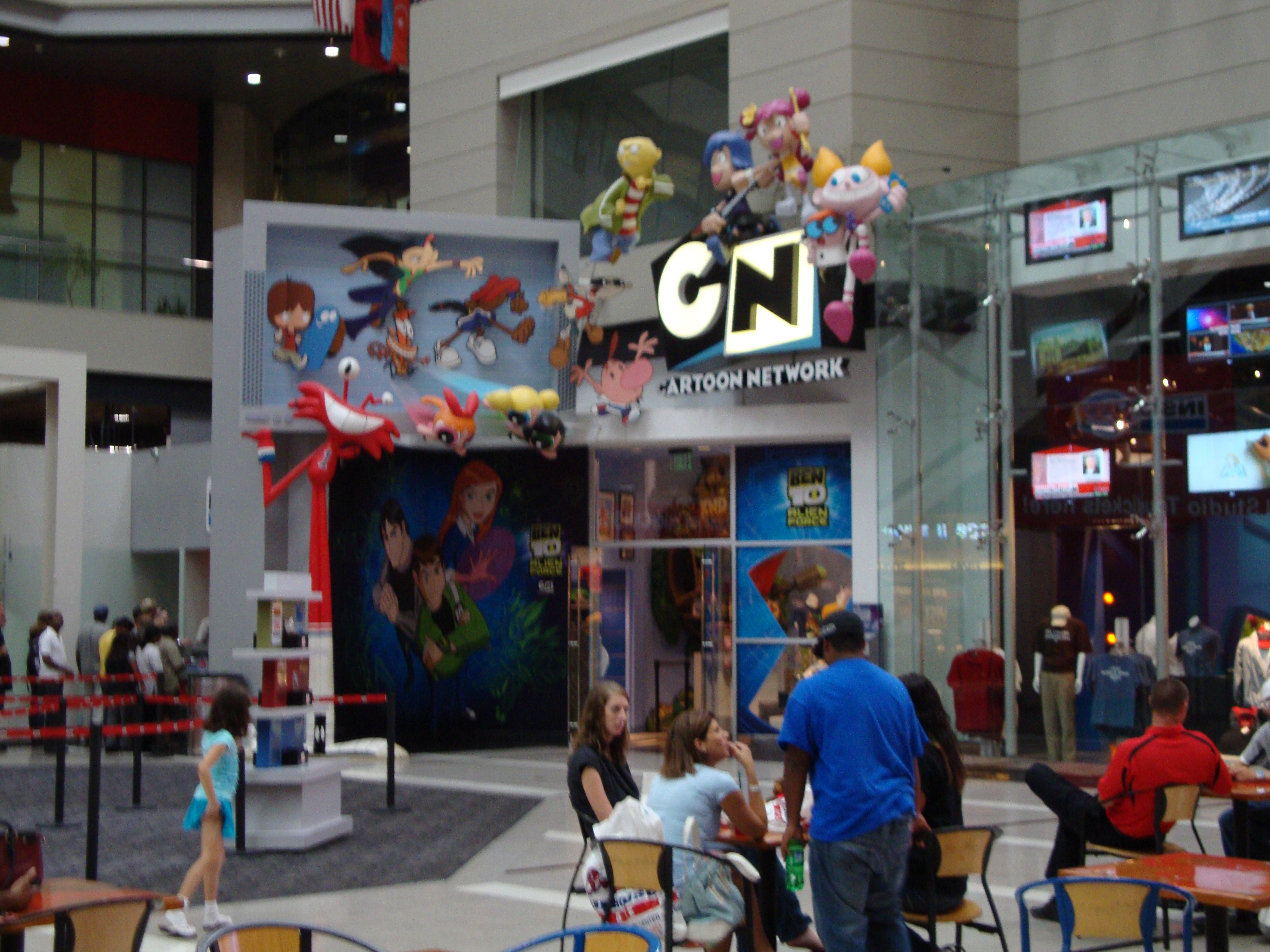
Algunos de los personajes más famosos de Cartoon Network decorando la fachada de una de sus tiendas en Atlanta, Georgia (2009). Entre ellos: Ben 10, Juniper Lee, Ed de Ed, Edd y Eddy, Mac y Bloo de Foster's Home for Imaginary Friends, las Powerpuff Girls, Billy de The Grim Adventures of Billy & Mandy, Ami y Yumi de Hi Hi Puffy AmiYumi, y Dexter y Dee Dee de Dexter's Laboratory.

A finales de 1981, el conglomerado de televisión por cable de Ted Turner adquirió la biblioteca de películas de MGM (que incluía el antiguo catálogo de dibujos animados de Warner Bros.), y lanzó su canal de noticias por cable CNN y su canal de cable TNT con el que obtuvo un aumento de su audiencia gracias a la extensa filmoteca. En 1991, compraron el estudio de animación Hanna-Barbera.
Con la compra de Hanna-Barbera, Turner consiguió extender aún más su catálogo de animación, fue por eso que en 1992 se anuncia el lanzamiento de Cartoon Network con la idea inicial de transmitir los programas del archivo del canal en ese año. Su programación inicial consistía exclusivamente en reposiciones de series de animación clásicas de Warner Bros, MGM, y con muchas de las series de Hanna-Barbera para completar la programación.
En 1996, la compañía Time Warner (empresa matriz de Warner Bros.) adquirió Turner Broadcasting System, lo cual sirvió a Cartoon Network para disponer de nuevo material, al tener ahora acceso a todo el archivo de los años 50 y 60 de Warner Bros.
A partir de entonces, Cartoon Network inicia su producción propia en colaboración con el estudio de animación Hanna-Barbera, con la patente de Cartoon Network Studios creando distintas series de animación con presupuestos muy bajos, aunque con altos niveles de calidad, además de muy buenos escritores. A este grupo de animaciones se las conoció como Cartoon Cartoons, entre las que destacan Dexter's Laboratory, Johnny Bravo, Cow & Chicken, The Powerpuff Girls, Ed, Edd n Eddy, Mike, Lu & Og y Courage the Cowardly Dog. Compartieron la distribución horaria con los clásicos y algunas series modernas adquiridas de producción externa.
Hasta que en la década del 2000, el canal decide comenzar una nueva reestructuración de su programación, sustituyendo la animación antigua por nuevas series que porten un nuevo aire al canal. En el año 2001 debuta Adult Swim como competencia de Nick at Nite de Nickelodeon, esto debido además a la escasa cuota de espectadores juveniles y el público adulto. Cartoon Network estrenó la primera película de The Powerpuff Girls, el 3 de julio de 2002, recibiendo buenas críticas de los fanes. El 15 de octubre de 2007 canal empezó con su transmisión en HDTV. A finales del 2007 el canal empezó a emitir algunas series de Teletoon como Bakugan, Isla del drama, Johnny Test y George de la selva. El 20 de septiembre de 2008 el bloque de Cartoon Network, Toonami termina sus transmisiones después de once largos años. El 14 de julio de 2008, Cartoon Network adquiere un nuevo apartado gráfico creado por Tristan Eaton denominados como los Noods, que en Latinoamérica y algunos otros países asiáticos, esta era se adaptó como la era Toonix. En 2009 Cartoon Network empezó a emitir series de acción real y a emitir un nuevo bloque titulado CN Real.
En 2010, Cartoon Network, presenta un nuevo logo, siendo entonces el tercer logo oficial de la cadena, que puede ser una mezcla entre los dos primeros logos, pero con un nuevo diseño, y también el de su fuente tipográfica, y con este logo, el canal presenta su era denominada la era CHECK it, que consiste en gráficos más modernos con movimientos de mayor calidad, a la última tecnología, usando los colores CMYK, y adaptándola un toque más juvenil al canal, ahora que su programación no solo se centra en transmitir dibujos animados únicamente, esta era se extendió después por muchos otros países, y en el último continente donde llegó la era fue en Latinoamérica, que se retrasó hasta el 3 de septiembre de 2012. Con esta situación, el canal empieza a estrenar aún más series como Adventure Time, Regular Show, Mad, The Amazing World of Gumball, The Looney Tunes Show, Annoying Orange, Scooby-Doo! Mystery Incorporated, Ben 10: Supremacía Alienígena, Ben 10: Omniverse, Star Wars: The Clone Wars, Generador Rex, Uncle Grandpa, Steven Universe y Clarence.

## Programación

### Series originales y transmitidas en el canal
| Título                                               | Estreno                  | Final                    | Temporadas | Episodios        | Retransmisión   |
| ---------------------------------------------------- | ------------------------ | ------------------------ | ---------- | ---------------- | --------------- |
| El show de Moxy                                      | 26 de noviembre de 1993  | 9 de noviembre de 1995   | 1          | 24               | 1993 - 2000     |
| Fantasma del Espacio de costa a costa                | 23 de septiembre de 1994 | 31 de mayo de 2008       | 10         | 113              | 1994 - 2010     |
| What a Cartoon!                                      | 20 de febrero de 1995    | 28 de noviembre de 1997  | 1          | 48               | 1995 - 2001     |
| El laboratorio de Dexter                             | 28 de abril de 1996      | 20 de noviembre de 2003  | 4          | 78               | 1996 - 2016     |
| La vaca y el pollito                                 | 15 de julio de 1997      | 24 de julio de 1999      | 4          | 52               | 1997 - 2000     |
| Johnny Bravo                                         | 14 de julio de 1997      | 27 de agosto de 2004     | 4          | 67               | 1997 - 2012     |
| Soy la Comadreja                                     | 22 de julio de 1997      | 2 de marzo de 2000       | 5          | 79               | 1997 - 2001     |
| Las Chicas Superpoderosas                            | 18 de noviembre de 1998  | 25 de marzo de 2005      | 6          | 78               | 1998 - 2014     |
| Ed, Edd y Eddy                                       | 4 de enero de 1999       | 8 de noviembre de 2009   | 6          | 69               | 1999 - 2021     |
| Mike, Lu & Og                                        | 12 de noviembre de 1999  | 27 de mayo de 2001       | 2          | 26               | 1999 - 2004     |
| Coraje, el perro cobarde                             | 12 de noviembre de 1999  | 22 de noviembre de 2002  | 4          | 52               | 1999 - 2021     |
| Sheep en la gran ciudad                              | 17 de noviembre de 2000  | 7 de abril de 2002       | 2          | 26               | 2000 - 2002     |
| El Escuadrón del Tiempo                              | 8 de junio de 2001       | 26 de noviembre de 2003  | 2          | 26               | 2001 - 2005     |
| Samurai Jack                                         | 10 de agosto de 2001     | 20 de mayo de 2017       | 5          | 62               | 2001 - 2019     |
| Grim & Evil                                          | 24 de agosto de 2001     | 31 de octubre de 2003    | 2          | 13               | 2001 - 2013     |
| Whatever Happened to... Robot Jones?                 | 12 de julio de 2002      | 11 de diciembre de 2003  | 2          | 13               | 2002 - 2008     |
| ¡Mucha lucha!                                        | 17 de agosto de 2002     | 26 de febrero de 2005    | 3          | 52               | 2002 - 2005     |
| ¿Qué hay de nuevo, Scooby-Doo?                       | 14 de septiembre de 2002 | 21 de julio de 2006      | 3          | 42               | 2002 -2010      |
| KND: Los Chicos del Barrio                           | 6 de diciembre de 2002   | 21 de enero de 2008      | 6          | 78               | 2002 - 2010     |
| Las sombrías aventuras de Billy y Mandy              | 13 de junio de 2003      | 9 de noviembre de 2007   | 6          | 84               | 2003 - 2014     |
| Evil Con Carne                                       | 11 de julio de 2003      | 22 de octubre de 2004    | 2          | 14               | 2003 - 2004     |
| Los Jóvenes Titanes                                  | 19 de julio de 2003      | 15 de septiembre de 2008 | 5          | 65               | 2003 - 2022     |
| Star Wars: Clone Wars                                | 7 de noviembre de 2003   | 25 de marzo de 2005      | 3          | 25               | 2003 - 2008     |
| Duelo Xiaolin                                        | 1 de noviembre de 2003   | 13 de mayo de 2006       | 2          | 52               | 2003 - 2006     |
| Megas XLR                                            | 1 de mayo de 2004        | 15 de enero de 2005      | 2          | 26               | 2004 - 2009     |
| Mansión Foster para amigos imaginarios               | 13 de agosto de 2004     | 3 de mayo de 2009        | 6          | 79               | 2004 - 2021     |
| Hi Hi Puffy AmiYumi                                  | 19 de noviembre de 2004  | 27 de junio de 2006      | 3          | 39               | 2003 - 2009     |
| La vida y obra de Juniper Lee                        | 30 de mayo de 2005       | 9 de abril de 2007       | 3          | 40               | 2005 - 2010     |
| El campamento de Lazlo                               | 8 de julio de 2005       | 27 de marzo de 2008      | 5          | 61               | 2005 - 2008     |
| Johnny Test                                          | 17 de septiembre de 2005 | 25 de diciembre de 2014  | 6          | 117              | 2014 - 2021     |
| Sunday Pants                                         | 2 de octubre de 2005     | 5 de febrero de 2006     | 1          | 5 (6 sin emitir) | 2005 - 2006     |
| Robotboy                                             | 1 de noviembre de 2005   | 27 de septiembre de 2008 | 2          | 52               | 2005 - 2010     |
| Mi compañero de clase es un mono                     | 26 de diciembre de 2005  | 27 de noviembre de 2008  | 4          | 51               | 2005 - 2012     |
| Ben 10                                               | 27 de diciembre de 2005  | 15 de abril de 2008      | 4          | 52               | 2005 - 2022     |
| Niño ardilla                                         | 27 de mayo de 2006       | 27 de septiembre de 2007 | 2          | 26               | 2006 - 2009     |
| Las Chicas Superpoderosas Z                          | 1 de julio de 2006       | 30 de junio de 2007      | 4          | 52               | 2006 - 2009     |
| Class of 3000                                        | 3 de noviembre de 2006   | 25 de mayo de 2008       | 2          | 28               | 2006 - 2008     |
| Drama Total                                          | 8 de julio de 2007       | 20 de noviembre de 2014  | 5          | 120              | 2007 - 2015     |
| Chowder                                              | 2 de noviembre de 2007   | 7 de agosto de 2010      | 3          | 49               | 2007 - 2022     |
| Transformers: Animated                               | 26 de diciembre de 2007  | 23 de mayo de 2009       | 3          | 42               | 2007 - 2009     |
| Ben 10: Fuerza Alienígena                            | 18 de abril de 2008      | 26 de marzo de 2010      | 3          | 46               | 2008 - 2012     |
| Las maravillosas desventuras de Flapjack             | 5 de junio de 2008       | 30 de agosto de 2010     | 3          | 46               | 2008 - 2014     |
| Los sábados secretos                                 | 3 de octubre de 2008     | 30 de enero de 2010      | 2          | 36               | 2008 - 2012     |
| Hora de aventura                                     | 5 de abril de 2010       | 3 de septiembre de 2018  | 10         | 278              | 2010 - presente |
| Ben 10: Supremacía Alienígena                        | 23 de abril de 2010      | 31 de marzo de 2012      | 3          | 52               | 2010 - 2013     |
| Generador Rex                                        | 23 de abril de 2010      | 3 de enero de 2013       | 3          | 60               | 2010 - 2014     |
| Scooby-Doo! misterios S.A.                           | 12 de julio de 2010      | 5 de abril de 2013       | 2          | 52               | 2010 - 2012     |
| Un show más                                          | 6 de septiembre de 2010  | 16 de enero de 2017      | 8          | 261              | 2010 - 2023     |
| Mad                                                  | 6 de septiembre de 2010  | 2 de diciembre de 2013   | 4          | 103              | 2010 - 2014     |
| Titán Sim-Biónico                                    | 17 de septiembre de 2010 | 9 de abril de 2011       | 1          | 20               | 2010 - 2013     |
| Robotomy                                             | 25 de octubre de 2010    | 24 de enero de 2011      | 1          | 10               | 2010 - 2011     |
| Ardilla Miedosa                                      | 1 de abril de 2011       | 17 de agosto de 2013     | 3          | 52               | 2011 - 2013     |
| The Problem Solverz                                  | 4 de abril de 2011       | 29 de septiembre de 2011 | 2          | 26               | 2011 - 2013     |
| El show de los Looney Tunes                          | 3 de mayo de 2011        | 31 de agosto de 2014     | 2          | 52               | 2011 - 2016     |
| El increíble mundo de Gumball                        | 3 de mayo de 2011        | 24 de junio de 2019      | 6          | 240              | 2011 - presente |
| Secret Mountain Fort Awesome                         | 1 de agosto de 2011      | 29 de marzo de 2012      | 2          | 26               | 2011 - 2013     |
| Ben 10: Omniverse                                    | 1 de agosto de 2012      | 14 de noviembre de 2014  | 4          | 80               | 2012 - 2014     |
| Los Jóvenes Titanes en acción                        | 23 de abril de 2013      | presente                 | 8          | 367              | 2013 - presente |
| Tío Grandpa                                          | 2 de septiembre de 2013  | 30 de junio de 2017      | 5          | 156              | 2013 - 2021     |
| Steven Universe                                      | 4 de noviembre de 2013   | 21 de enero de 2019      | 5          | 108              | 2013 - 2023     |
| Mixels                                               | 12 de febrero de 2014    | 1 de octubre de 2016     | 2          | 31               | 2014 - 2017     |
| Clarence                                             | 14 de abril de 2014      | 24 de junio de 2018      | 3          | 130              | 2014 - 2023     |
| Más allá del jardín                                  | 3 de noviembre de 2014   | 7 de noviembre de 2014   | 1          | 10               | 2014 - 2014     |
| Escandalosos                                         | 27 de julio de 2015      | 27 de mayo de 2019       | 4          | 140              | 2015 - presente |
| Wabbit                                               | 21 de septiembre de 2015 | 30 de enero de 2020      | 3          | 156              | 2015 - 2023     |
| Las Chicas Superpoderosas (2016)                     | 4 de abril de 2016       | 16 de junio de 2019      | 3          | 119              | 2016 - 2019     |
| Magiespadas                                          | 29 de septiembre de 2016 | 17 de mayo de 2019       | 2          | 92               | 2016 - 2019     |
| Ben 10 (2016)                                        | 1 de octubre de 2016     | 11 de abril de 2021      | 4          | 166              | 2016 - 2021     |
| OK K.O.! Let's Be Heroes                             | 1 de agosto de 2017      | 6 de septiembre de 2019  | 3          | 112              | 2017 - 2019     |
| Unikitty!                                            | 27 de octubre de 2017    | 27 de agosto de 2020     | 3          | 104              | 2018 - 2020     |
| Manzana y Cebollín                                   | 23 de febrero de 2018    | 7 de diciembre de 2021   | 2          | 76               | 2018 - 2021     |
| El mundo de Craig                                    | 30 de marzo de 2018      | 25 de enero de 2025      | 6          | 180              | 2018 - 2025     |
| Summer Camp Island                                   | 17 de julio de 2018      | 11 de agosto de 2023     | 6          | 120              | 2018 - 2023     |
| Total DramaRama                                      | 1 de septiembre de 2018  | 15 de abril de 2023      | 3          | 152              | 2018 - 2023     |
| DC Super Hero Girls                                  | 8 de marzo de 2019       | 24 de octubre de 2021    | 2          | 78               | 2019 - 2021     |
| Víctor y Valentino                                   | 30 de marzo de 2019      | 26 de agosto de 2022     | 3          | 119              | 2019 - 2022     |
| Mao Mao: Heroes of Pure Heart                        | 1 de julio de 2019       | 17 de julio de 2020      | 1          | 40               | 2019 - 2020     |
| El tren infinito                                     | 5 de agosto de 2019      | 15 de abril de 2021      | 4          | 40               | 2019 - 2020     |
| Steven Universe Future                               | 7 de diciembre de 2019   | 27 de marzo de 2020      | 1          | 20               | 2019 - 2020     |
| ThunderCats Roar                                     | 22 de febrero de 2020    | 5 de diciembre de 2020   | 1          | 52               | 2020 - 2020     |
| Tig n' Seek                                          | 23 de julio de 2020      | 26 de mayo de 2022       | 4          | 80               |                 |
| The Fungies!                                         | 20 de agosto de 2020     | 16 de diciembre de 2021  | 3          | 80               | 2021 - 2021     |
| Elliott, el terrícola                                | 29 de marzo de 2021      | 9 de abril de 2021       | 1          | 16               | 2021 - 2021     |
| Jellystone!                                          | 29 de julio de 2021      | 6 de marzo de 2025       | 3          | 30               | 2021 - 2025     |
| Escandalositos                                       | 1 de enero de 2022       | presente                 | 2          | 55               | 2022 - presente |
| Tiny Toons: Looniversidad                            | 9 de septiembre de 2023  | presente                 | 1          | 10               | 2023 - presente |
| Las heroicas aventuras del valiente príncipe Ivandoe | 11 de noviembre de 2023  | presente                 | 1          | 10               | 2023 - presente |
| El pequeño gran mundo de Jessica                     | 20 de septiembre de 2023 | 31 de mayo de 2024       | 1          | 15               | 2023 - 2024     |

## Bloques

### Actuales

#### Adult Swim (2001-presente)
Estrenado en los Estados Unidos en 2001, cuenta con un carácter más adulto, con series creadas buscando ampliar su público objetivo, con contenidos adultos, que algunos televidentes pueden considerar no apto para menores de 18 años, según explica el mismo bloque, se emite todos los días en la noche.

#### Toonami (1997-2008, 2012-presente)
Estrenado en Estados Unidos en el año 1997, en él se incluyen animes de variedad de géneros. Comenzaba a partir de la media noche después de Adult Swim, pero solo los sábados. Fue eliminado el 20 de septiembre de 2008. Curiosamente el 1 de abril de 2012 se volvió a incluir únicamente en el horario como motivo por el April Fools' Day. Pero regresó a la programación del canal como parte de Adult Swim desde el pasado sábado 26 de mayo de 2012, emitiéndose cada sábado semanalmente en la madrugada.

### Retirados del aire

#### Boomerang (1992-2003)
Fue un bloque donde se emitían series clásicas de Hanna-Barbera, Warner Bros. y MGM tales como El oso Yogui, La Pantera Rosa, Droopy entre otras. Fue sacado de Cartoon Network para ser relanzado como un canal independiente bajo el nombre Boomerang from Cartoon Network, con la misma programación de caricaturas clásicas.

#### Cartoon Cartoons (1997-2009)
Fue un bloque donde se emitían series originales de Cartoon Network como Johnny Bravo, The Powerpuff Girls, I Am Weasel, Dexter's Laboratory, Ed, Edd n Eddy, Courage the cowardly dog.

#### DC Nation (2012-2014)
Fue un bloque de acción que se estrenó el 3 de marzo de 2012 donde (como su nombre indica) se emiten series animadas de la empresa DC como Justicia Joven, Linterna Verde, Teen Titans, Teen Titans Go! y Beware the Batman, cortometrajes especiales, además de noticias, y más novedades relacionadas. Fue cancelado el 29 de marzo de 2014, por razones desconocidas, tal vez esto tenga que ver con la cancelación de las series Justicia Joven y Linterna Verde en el año 2013, y además, Beware the Batman fue cancelado más tarde en 2014, y fue trasladado a Toonami.

#### Cartoon Planet (1996-2000, 2012-2014)
Era un programa de variedades animado que originalmente se estrenó en 1996 hasta el 31 de marzo de 2000 solo en Cartoon Network USA. Es un spin-off de la serie animada el Fantasma del Espacio de costa a costa, su premisa era que el fantasma del espacio reclutó a sus archienemigos Zorak y Brak para que le ayuden en la organización de un programa de variedades. Además en conmemoración del Vigésimo Aniversario (1992-2012) de Cartoon Network USA, Cartoon Planet fue revivido en un esfuerzo por ganar más rating. En él se transmiten Cartoon Cartoons con Zorak y Brak como conductores del bloque (el Fantasma del Espacio está ausente por razones desconocidas). Fue cancelado nuevamente en febrero de 2014.

#### Cartoonito (2021-2025)
Fue un bloque de programación que estaba dirigido al público preescolar. El bloque tuvo una función similar al canal del mismo nombre originario de Reino Unido. Se estrenó el 13 de septiembre de 2021 y finalizó el 23 de mayo de 2025.

#### ACME Night (2021-2024)
Fue un bloque nocturno dominical dirigido para toda la familia y estaba enfocado en las películas infantiles y familiares, así como en los estrenos de las nuevas series pertenecientes al mismo canal, como también de Warner Bros. Animation y HBO Max.

#### CN Real (2009-2011)
Fue un bloque en donde pasaban live-actions como: Destruir, construir, destruir, ¿Qué pasaría?, Survive This, etc. Se estrenó el 17 de junio del 2009 hasta el 2010. Se retiró del canal por bajo rating.

## Críticas y controversias

### Prohibición a Speedy González
En 1999, Cartoon Network se convirtió en la emisora de cable exclusiva de los cortos de Looney Tunes y Merrie Melodies. Sin embargo, no todos los cortos llegaron al aire. No mostrar el infame "Censored Eleven" fue un hecho y no una decisión por la que la mayoría de la gente estaría enojada. Sin embargo, no mostrar las caricaturas de Speedy Gonzales provocó fuertes críticas al canal.

### Placas LED en Boston
En 2007, como parte de la campaña hacia la película Aqua Teen Hunger Force Colon Movie Film for Theaters, Cartoon Network decidió instalar luces LED con las formas de los personajes de Ignignokt y Err en todo el país, pero en la ciudad de Boston, Massachussets, fueron confundidas por bombas, más aún porque no tenían el nombre de la cadena en las placas, lo cual provocó pánico en toda la ciudad, movilizando al escuadrón antibombas y al cuerpo de Bomberos, además que los empleados encargados de la Publicidad asignados por la empresa Interference Inc. fueron detenidos. En la noche del 31 de enero (día en que las placas empezaron a instalarse), mediante una conferencia de prensa, un vocero de Turner Broadcasting System, operador del canal, comentó que las placas eran inofensivas, y dio la ubicación de todas las placas, y pidió disculpas a la ciudad de Boston, días después, la empresa tuvo que pagar 2 millones a la ciudad de Boston como compensación por el incidente.
En la otra conferencia de prensa, días después, el director de Cartoon Network. Jim Samples, también pidió disculpas a la ciudad de Boston y anunció su renuncia de la empresa.